# Allocosa excusor
Allocosa excusor este o specie de păianjeni din genul Allocosa, familia Lycosidae. A fost descrisă pentru prima dată de L. Koch, 1867.
Este endemică în Queensland. Conform Catalogue of Life specia Allocosa excusor nu are subspecii cunoscute.